# Jean-Jacques Bertrand

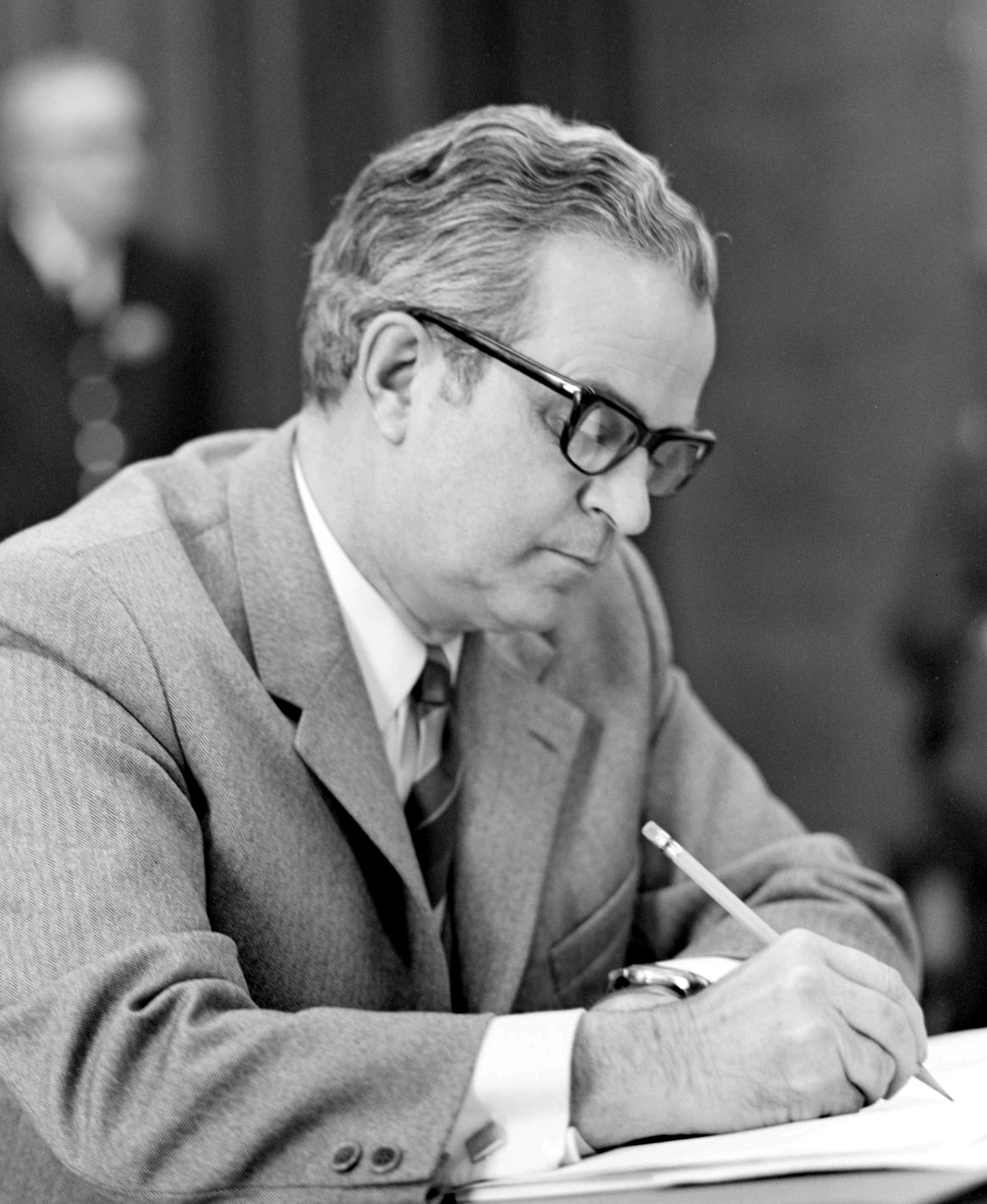
Jean-Jacques-Bertrand (1970)

Jean-Jacques Bertrand (* 20. Juni 1916 in Sainte-Agathe-des-Monts, Québec; † 22. Februar 1973 in Montreal) war ein kanadischer Politiker der Union nationale (UN), der unter anderem zwischen 1968 und 1971 Parteivorsitzender sowie zwischen 1968 und 1970 Premierminister von Québec war.

## Leben
Jean-Jacques-Bertrand, Sohn des Bahnhofvorstehers und Telegrafisten Lorenzo Bertrand und dessen Ehefrau Bernadette Bertrand, begann nach dem Schulbesuch ein Studium der Rechtswissenschaften an der Universität Ottawa sowie der Universität Montreal und erhielt nach dessen Abschluss 1941 seine anwaltliche Zulassung in der Provinz Québec und arbeitete daraufhin zunächst als Rechtsanwalt in der Anwaltskanzlei von Louis-Arthur Giroux in Sweetsburg. Nach einer Zusammenarbeit mit Rechtsanwalt Gérard Turmel beziehungsweise den Rechtsanwälten Jacques Meunier und Gilles Mercure war er Direktor der Industrieentwicklungsgesellschaft von Cowansville. Er engagierte sich zudem von 1942 bis 1948 als Sekretär und Schatzmeister der Stadt- und Schulbehörden von Sweetsburg.
Bei der Wahl am 28. Juli 1948 wurde Bertrand für die Union nationale (UN) erstmals zum Mitglied der Nationalversammlung von Québec gewählt und vertrat in dieser nach seinen Wiederwahlen am 16. Juli 1952, 20. Juni 1956, 22. Juni 1960, 14. November 1962, 5. Juni 1966 und 29. April 1970 bis zu seinem Tode am 22. Februar 1973 fast 25 Jahre lang den Wahlkreis „Missisquoi“. Nachdem er zwischen dem 17. Dezember 1954 und dem 30. April 1960 Parlamentarischer Assistent des Ministers für Land und Wälder und des Ministers für hydraulische Ressourcen. Im Anschluss wurde er am 30. April 1958 als Minister für Land und Forsten in das Kabinett von Premierminister Maurice Duplessis und bekleidete dieses Ministeramt nach dem Tode von Duplessis am 7. September 1959 seit dem 11. September 1959 auch im Kabinett von dessen Nachfolger als Premierminister Paul Sauvé, der wiederum am 2. Januar 1960 verstarb. 1959 verliehen ihm die Bishop’s University und die Universität Ottawa einen Ehrendoktortitel. In dem daraufhin gebildeten Kabinett von Premierminister Antonio Barrette übernahm er zwischen dem 8. Januar und dem 5. Juli 1960 den Posten als Minister für Jugend und Sozialhilfe.
Nach den Niederlagen bei den Wahlen vom 22. Juni 1960 und 14. November 1962 befand sich die Nationale Union in der Opposition. Nach den kommissarischen Amtszeiten von Antonio Barrette (1960), Yves Prévost (1960 bis 1961) und Antonio Talbot (1961) als Vorsitzende der Union nationale, bewarb sich Jean-Jacques Bertrand für die Funktion des Parteivorsitzenden, unterlag dabei jedoch Daniel Johnson, Sr.
Nach dem Sieg der Nationalen Union bei der Wahl am 5. Juni 1966 wurde Bertrand am 17. Juni 1966 im Kabinett des nunmehrigen Premierministers Daniel Johnson, Sr. zum Vizepräsidenten des Exekutivrates und damit zum stellvertretenden Premier ernannt. Zugleich übernahm er in diesem Kabinett vom 16. Juni 1966 bis 31. Oktober 1967 den Posten als Bildungsminister sowie zwischen dem 16. Juni 1966 und dem 2. Oktober 1968 auch als Justizminister. 1967 erhielt er einen weiteren Ehrendoktortitel der Université de Sherbrooke. Nach dem Tod von Premierminister Daniel Johnson am 2. Oktober 1968 wurde er schließlich Interimsvorsitzender der Union Nationale und übernahm kraft Amtes die Posten als Premierminister von Québec und als Präsident des Exekutivrates. In seinem Kabinett bekleidete er zudem zwischen dem 2. Oktober 1968 bis 23. Juli 1969 die Ämter als Justizminister und Minister für zwischenstaatliche Angelegenheiten und war ferner in Personalunion vom 18. bis 23. Juli 1969 auch noch Finanzminister. Auf dem Parteitag seiner Partei am 21. Juni 1969 wurde er zum Vorsitzenden der Nationalen Union gewählt. Das Amt als Premierminister bekleidete er bis zum 12. Mai 1970, nachdem die UN bei der Wahl am 29. April 1970 lediglich 17 der 108 Sitze in der Nationalversammlung erhalten hatte. Wahlsieger war die Parti libéral du Québec, die 72 der 108 Sitze bekam, und nunmehr mit Robert Bourassa den Premierminister von Québec stellte. Daraufhin fungierte Bertrand vom 12. Mai 1970 bis 19. Juni 1971 als Oppositionsführer, ehe Gabriel Loubier nach seiner Wahl zum Parteivorsitzenden diese Funktion übernahm. 1969 wurde er ferner Mitglied der Knights of Columbus.
Aus seiner am 14. Oktober 1944 in Sweetsburg geschlossenen Ehe mit Gabrielle Giroux (1923–1999), Tochter des Rechtsanwalts Louis-Arthur Giroux und dessen Ehefrau Juliette Bolduc, ging der Sohn Jean-François Bertrand (* 1946) hervor. Während seine Ehefrau Gabrielle Bertrand zwischen 1984 und 1993 Mitglied des Unterhaus von Kanada war, gehörte sein Sohn Jean-François Bertrand von 1976 bis 1985 ebenfalls der Nationalversammlung von Québec als Mitglied an. Nach seinem Tode wurde Jean-Jacques Bertrand in Cowansville auf dem Pfarrfriedhof Sainte-Rose-de-Lima beigesetzt.